# Simitli

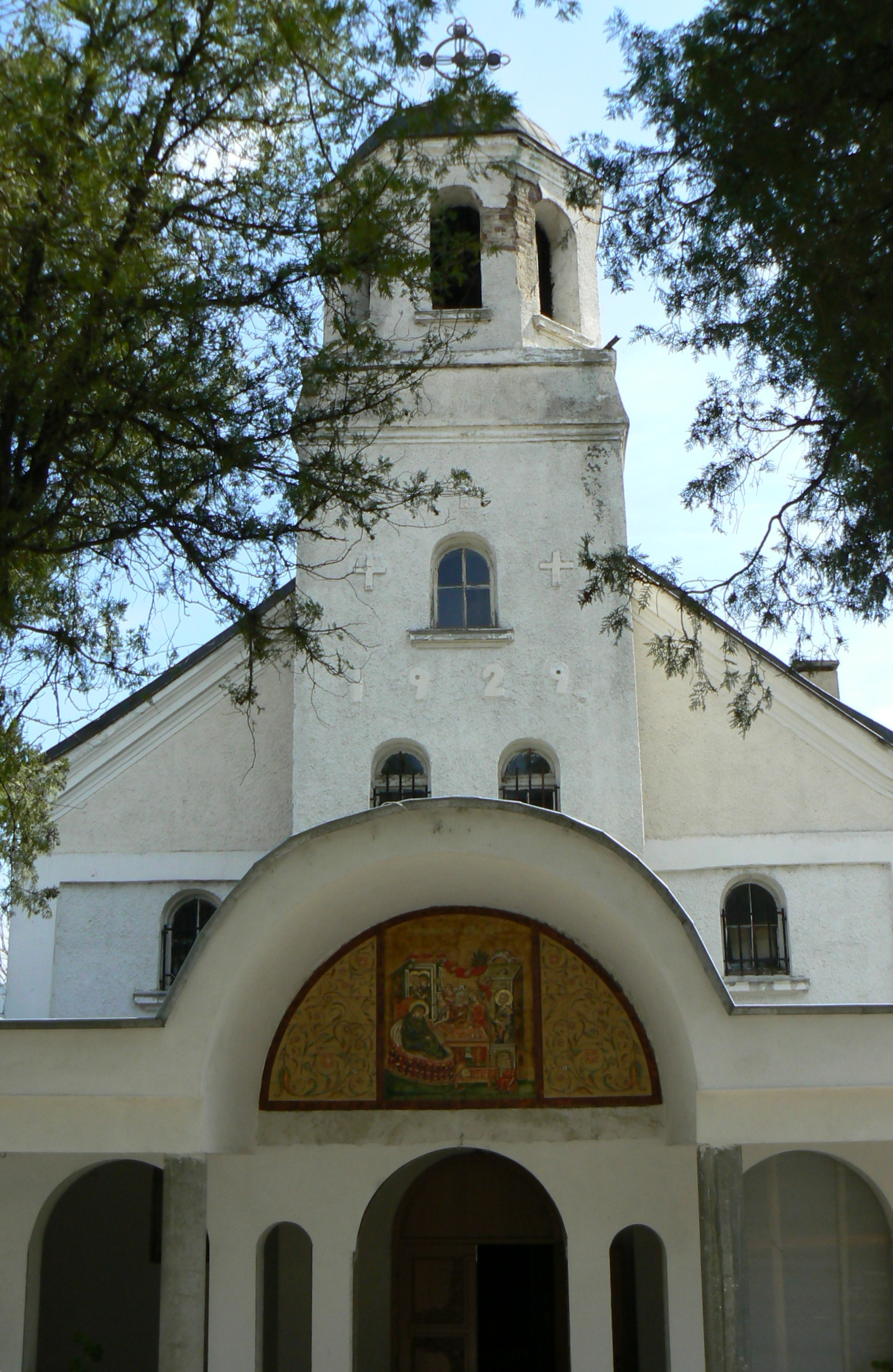
Cerkiew Zaśnięcia Bogurodzicy

Simitli (bułg. Симитли) – miasto w południowo-zachodniej Bułgarii, w obwodzie Błagojewgrad. Centrum administracyjne gminy Simitli. Według danych Narodowego Instytutu Statystycznego, 31 grudnia 2011 roku miasto liczyło 6696 mieszkańców.

## Położenie
Miasto położone jest w kotlinie Simitlijskiej. Przez Simitli płynie Struma, dzieląc miasto na dwie części – Simitlę i dzielnicę Oranowo oraz uchodząca tu do Strumy Gradewska.

## Historia
Miejscowość powstała przy ciepłych źródłach wody mineralnej. Po raz pierwszy miejscowość była wspomniana w XV wieku pod nazwą Banja, w XVI wieku Simitlu (Simitlij). Nazwa pochodzi od rodzaju chleba – simit. W 1891 roku Georgi Strezow napisał o wsi: 

Simitlija, na południe od Dżumai 4 godziny drogi wzdłuż prawego brzegu Strumy. W Simitlija rośnie najlepszy tytoń w okolicy. Wieś ma kilka jadłodajni. Dwieście trzydzieści budynków, wszyscy Pomacy.

 W czasie wojen bałkańskich w 1912 roku stoczona została tu bitwa pod Simitli. W 1913 roku w trakcie II wojny bałkańskiej Simitli było w granicach Bułgarii. Wtedy miejscowość zasiedlali liczny muzułmanie. W 1916 roku wieś była w ruinach. W latach 1943–1945 miejscowość nazywała się Izworite. 1969 roku Simitli uzyskało status miasta.

## Zabytki
- Cerkiew Zaśnięcia Bogurodzicy
- Skalne osobliwości Komaninski skali

## Osoby związane z Simitli
- Radosław Kiriłow – piłkarz
- Gergana Kiriłowa – sztangistka
- Sławejka Rużinska – sztangistka